# Simulium obichingoum
Simulium obichingoum är en tvåvingeart som beskrevs av Chubareva 2000. Simulium obichingoum ingår i släktet Simulium och familjen knott. Inga underarter finns listade i Catalogue of Life.